# A tutto ritmo - In Giappone
A tutto ritmo in Giappone (Shake It Up - Made in Japan) è l'episodio speciale di A tutto ritmo della durata di 60 minuti con protagoniste Bella Thorne e Zendaya che è andato in onda negli Stati Uniti il 17 agosto 2012 mentre in Italia il 22 dicembre 2012.

## Trama
Negli studi di Watanabe in Giappone, un lavoratore suggerisce che dovrebbero fare un videogioco sulla danza con un gruppo di Shake It Up di tutti gli Stati Uniti d'America; per questo, ha luogo una gara per vedere chi è il miglior gruppo di Shake It Up. Alla fine il gruppo vincente è Shake It Up di Chicago, che vince un viaggio su un jet privato per il Giappone. CeCe porta Rocky da una ipnotizzatrice per far in modo che riesca a superare la sua paura di volare; mentre è ipnotizzata, CeCe suggerisce a Shelly di far diventare Rocky una persona divertente e migliore, così Rocky, CeCe, Gunther, Tinka, Ty, Flynn, Gary e Georgia sono tutti a bordo dell'aereo, e Henry porta con sé un suo robot di nome Andy. Ty intanto è in contatto con Deuce attraverso il suo tablet, così Deuce può vedere com'è il Giappone. Tutti arrivano a Tokyo, Gunther e Tinka perdono i loro bagagli, ma comprano dei nuovi vestiti. Rocky, CeCe, Gunther e Tinka arrivano agli studi per il gioco, e i nipoti del signor. Watanabe fanno delle copie del gioco prima che siano disponibili in mercato e Rocky cerca di dissuaderlo dalla suo imbroglio, finendo per far sentire male il signor Watanabe e fargli annullare il gioco. Così Gary cerca di convincere il signor Watanabe a cambiare idea. Più tardi, tutti finiscono per essere cacciati dalla suite e devono trovare una via per ritornare a casa. Il telefono di Cece squilla, e Rocky sente la telefonata di Shelly scoprendo che CeCe l'aveva usata per tutto questo tempo. Le due litigano e rompono la loro amicizia mentre Tinka viene arrestata per aver colpito accidentalmente la guardia di sicurezza, ma Rocky e CeCe convincono le guardie a far tornare Gunther e Tinka negli Stati Uniti. L'applicazione che i nipoti Watanabe hanno caricato, conteneva un virus che avrebbe potuto distruggere tutti i computer del mondo, così Henry, che non aveva ancora scaricato l'applicazione, si infiltra nella rete globale del signor Watanabe e riesce ad hackerare il mainframe, ma viene catturato e Andy viene distrutto nel condotto di ventilazione. Infine, Rocky e CeCe cantano la canzone ‘Made in Japan’ per convincere il signor Watanabe a rifare il gioco. Nel finale si vede Deuce che parla con Ty attraverso il tablet.

## Produzione
È stato annunciato al Licensing International Expo 2011, che ci sarà un film in lavorazione per la serie A tutto ritmo. È stato anche annunciato che il titolo del film è Shake It Up - Made in Japan e la durata è di 60 minuti. La première è avvenuta il 17 agosto 2012. In Italia invece la première è stata trasmessa il 22 dicembre 2012.